# Henri-Albert de La Grange d'Arquien
Pour les articles homonymes, voir La Grange et Arquien.
Le marquis Henri-Albert de La Grange d'Arquien, né le 8 septembre 1613 à Calais (France) et mort le 24 mai 1707 à Rome (Italie) est un gentilhomme et homme d'Église français des XVIIe et XVIIIe siècles.

## Biographie
Il est le fils d'Antoine de La Grange, seigneur d'Arquien et d'Anne d'Ancienville.
Il est nommé chevalier de l'ordre du Saint-Esprit à Żółkiew, en Ukraine, le 13 avril 1694. Sa fille, la reine consort Marie-Casimire de Pologne, ne réussissant pas à faire nommer duc son père, obtient du pape Innocent XII qu'il soit créé cardinal diacre en 1695, et installé le 1er avril 1696, cardinal de San Nicola in Carcere.

## Mariage et descendance
Il épouse Françoise de La Châtre de Br(e)uillebaud/t dont sont issues, entre autres enfants, Louise Marie de La Grange d'Arquien, et Marie Casimire Louise de la Grange d'Arquien, devenue reine de Pologne.
Il épouse en secondes noces Charlotte de La Fin de Salins, dame de Bellefaye, veuve de François du Tillet (-1673), greffier en chef du parlement de Paris.